# Јемтланд (округ)
Округ Јемтланд (швед. Jämtlands län) је округ у Шведској, у западном делу државе. Седиште округа је град Естерсунд.
Округ је основан 1810. године.

## Положај округа
Округ Јемтланд се налази у западном делу Шведске. Њега окружују:
- са севера: Округ Вестерботен,
- са истока: Округ Вестернурланд,
- са југоистока: Округ Јевлеборј,
- са југа: Округ Даларна,
- са запада: Норвешка.

## Природне одлике
Рељеф: У округу Јемтланд преовлађују брдска и планинска подручја. Источну половину округа чине долине и брда до 500 метара надморске висине. Западна половина округа је изразито планинска, са планинама и преко 1.500 м н.в., из ланца Скандинавских планина.
Клима: У округу Јемтланд влада оштра Континентална клима, посебно у вишим крајевима на западу округа.
Воде: Јемтланд је унутаркопнени округ у Шведској. Међутим, у оквиру округа постоји низ малих ледничких језера, од којих је највеће Сторсјен. Најважнија река је река Индалсел, која истиче из језера.

## Историја
Подручје данашњег округа готово у целости покрива историјску област Јемтланд, а мањим делом покрива и део историјске области Херједален.
Данашњи округ основан је 1810. године.

## Становништво
По подацима 2011. године у округу Јемтланд живело је око 125 хиљада становника. Последњих година број становника опада.
Густина насељености у округу је свега 2,5 становника/км², што је готово десет пута мање од државног просека (23 ст./км²).

## Општине и градови
Округ Јемтланд има 8 општина. Општине су:
- Берг
- Бреке
- Естерсунд
- Кроком
- Оре
- Рагунда
- Стремсунд
- Херједален

Градови (тачније „урбана подручја") са више од 5.000 становника: Једини град преко дате величине је Естерсунд (44.000 ст.), у коме живи чак 35% окружног становништва.